# 亞麗娜·喬爾諾胡茲
亞麗娜·喬爾諾胡茲（烏克蘭語：Ярина Ярославівна Чорногуз；1995年5月18日—）是烏克蘭的詩人與軍醫，現為烏克蘭武裝部隊的一名下士。

## 生平
亞麗娜·喬爾諾胡茲於1995年出生於烏克蘭基輔，其祖父為烏克蘭作家奧列格·喬爾諾胡茲。她曾就讀基輔莫訶拉院國立大學，主修語文學與文學。在攻讀碩士期間她也在出版社擔任翻譯，將英文書籍翻譯成烏克蘭語。
2019年亞麗娜·喬爾諾胡茲加入烏克蘭志願民兵組織医院骑士医疗营，在頓巴斯戰爭前線擔任軍醫。2020年1月20日她的男朋友米科拉·索羅丘克在頓內茨克州塔拉基夫卡作戰時犧牲，隨後她加入烏克蘭軍隊，在第140海軍陸戰隊偵查營服役。同年烏克蘭總統澤倫斯基同意接納頓內茨克與盧甘斯克分離主義勢力的代表加入新成立的頓巴斯和平委員會，被部分烏克蘭人視為對俄羅斯侵略的合理化，對此喬爾諾胡茲獨自在基輔烏克蘭總統辦公室大樓前紮營抗議，當時正值COVID-19疫情期間，雖有政府禁令禁止公開集會，幾天內仍有近500人加入她的抗議。該年喬爾諾胡茲也出版了詩集，收錄自己在頓巴斯前線作戰時創作、以壕溝戰為主題的多篇自由詩。
2021年，亞麗娜·喬爾諾胡茲被《焦點》雜誌選為烏克蘭最具影響力的100名女性之一。2022年俄羅斯入侵烏克蘭期間她持續在頓巴斯地區作戰，參與波帕斯納、馬里烏波爾與巴赫穆特等多處戰役，並與其他三名烏克蘭女兵獲邀至美國國會演講，呼籲美國加碼軍援烏克蘭。同年5月19日喬爾諾胡茲獲頒烏克蘭拯救生命獎章。